# Александър Беляев
Александър Романович Беля̀ев е руски съветски писател на научна фантастика.

## Биография
Роден е в Смоленск. Учи в местната духовна семинария и след това в Демидовския юридически лицей в Ярославъл.
След завършването си работи като служител в родния си град, като освен това пише рецензии за пиеси в местните вестници. Първата му публикация на художествено произведение е детската пиеса „Баба Мойра“ (1914), когато той за пръв път се опитва да работи като режисьор. Дълго време не може да работи, защото заболява от костна туберкулоза. Оздравява, занимава се с различни неща в Смоленск и през 1923 г. се преселва в Москва, където работи в пощите и в министерство на просветата.
През 1925 г. излиза разказът му „Главата на професор Доуел“ („Голова профессора Доуэля“), който по-късно е издаден като роман. След този момент той става популярен като писател на научна фантастика. Произведенията му, които излизат през следващите години, играят важна роля за формирането на съветската традиция във фантастиката. През този период той издава основно кратки произведения — повести и разкази. По-късните му произведения не са толкова популярни, защото в тях се усеща силен политически акцент. Това се дължи на политическото положение в СССР в този период.
В своите книги Беляев разглежда множество технически постижения, които са били невъзможни в неговото време: изкуствен спътник около земята („Звездата КЕЦ“); подводни градове („Подводните земеделци“); трансплантация на човешки мозък в главата на слон („Хойти тойти“). Беляев обича и още по-фантастични фабули: изчезването на гравитацията на земята („Над бездната“); изчезването на въздуха на земята („Продавач на въздух“); младеж, който се научава да лети („Ариел“); младеж, който след хирургия може да живее под вода („Човекът амфибия“); изобретател, опитващ се да завладее света чрез машина за управляване на съзнанието („Борба в ефира“); място в океана, в което течението събира различни кораби от столетия, където се заражда странна цивилизация („Островът на изгубените кораби“).
Александър Беляев умира от туберкулоза и глад в Пушкин през 1942 г. по време на окупацията от нацистите. Неговото име носи Ленинградската премия за научна фантастика, която е основана през 1989 г.

### Романи
- Ариел (1941)
- Борьба в эфире (Битка в ефира) (1927)
- Властелин мира (Владетелят на света) (1926)
- Голова профессора Доуэля (Главата на професор Доуел) (разказ, 1924; роман, 1937)
- Звезда КЭЦ (Звездата КЕЦ) – КЕЦ са инициалите на Константин Циолковски (1936)
- Остров погибших кораблей (Островът на изчезналите кораби) (1926)
- Последний человек из Атлантиды (Последният човек от Атлантида) (1926)
- Продавец воздуха (Продавач на въздух) (1929)
- Прыжок в ничто (Скок в нищото) (1933)
- Человек, нашедший свое лицо (Човекът, който намери своето лице) (1940)
- Человек-амфибия (Човекът-амфибия) (1928)

### Повести и разкази
- Анатомический жених
- В трубе
- Вечный хлеб (Вечният хляб)
- Воздушный корабль (Въздушният кораб)
- Все вижу, все слышу, все знаю (Всичко виждам, всичко чувам, всичко знам)
- Гражданин Эфирного острова
- Держи на запад!
- Замок ведьм (Замъкът на вещиците)
- Заочный инженер (Задочният инженер)
- Золотая гора (Златната планина)
- Идеофон
- Инстинкт предков (Инстинктът на предците)
- Когда погаснет свет (Когато изгасне светлината)
- Лаборатория Дубльвэ (Лабораторията Дубълве)
- Легко ли быть раком? (Лесно ли е да бъдеш рак)
- Мертвая голова
- Мистер Смех
- Небесный гость (Небесен гост)
- Ни жизнь, ни смерть
- Охота на Большую Медведицу (Лов за Голямата мечка)
- Под небом Арктики (Под небето на Арктика)
- Подводные земледельцы (Подводните земеделци)
- Светопреставление
- Сезам, откройся!
- Слепой полет
- Чудесное око (Чудното око)

## За него
- Борис Ляпунов, А. Беляев. Критико-биографический очерк. Москва: Советский писатель, 1967, 159 с.
- Зеев Бар-Селла, Александр Беляев. Москва: Молодая гвардия, 2013, 432 с. ISBN 978-5-235-03614-7
- Беляева С. А. Воспоминания об отце. СПб.: Серебряный век, 2009, 94 с. ISBN 978-5-902238-57-7